# 沖南岩
25°45′19″N 123°33′59″E / 25.75528°N 123.56639°E
沖南岩又被稱作南岩、大南小島或者是蛇島，在日本則稱呼為沖之南岩（日语：／ Oki-no-Minami-iwa），是釣魚臺列嶼中的一座無人荒島。沖南岩本身島嶼地質為火山島結構火山島，通常跟和它相應的沖北岩一同被歸類為釣魚臺其附屬島嶼中。其相對位置位在石垣島北方約160公里、釣魚臺列嶼主島釣魚臺東方約7公里處，島嶼整體面積約0.01平方公里，而其海拔高度最高僅有13公尺。目前包括日本、中華人民共和國和中華民國都聲稱擁有沖南岩之主權，其中日本認定沖南岩等釣魚臺列嶼皆為其實際統治的領土，但是另外一方面中華人民共和國與中華民國則多次表示自身才合法擁有該土地的主權。

## 外部連結
- （繁體中文） 釣魚臺列嶼簡介
- （日語） http://watchizu.gsi.go.jp/watchizu.html?b=254519&l=1233359 （页面存档备份，存于）